# El Cubillo de Uceda

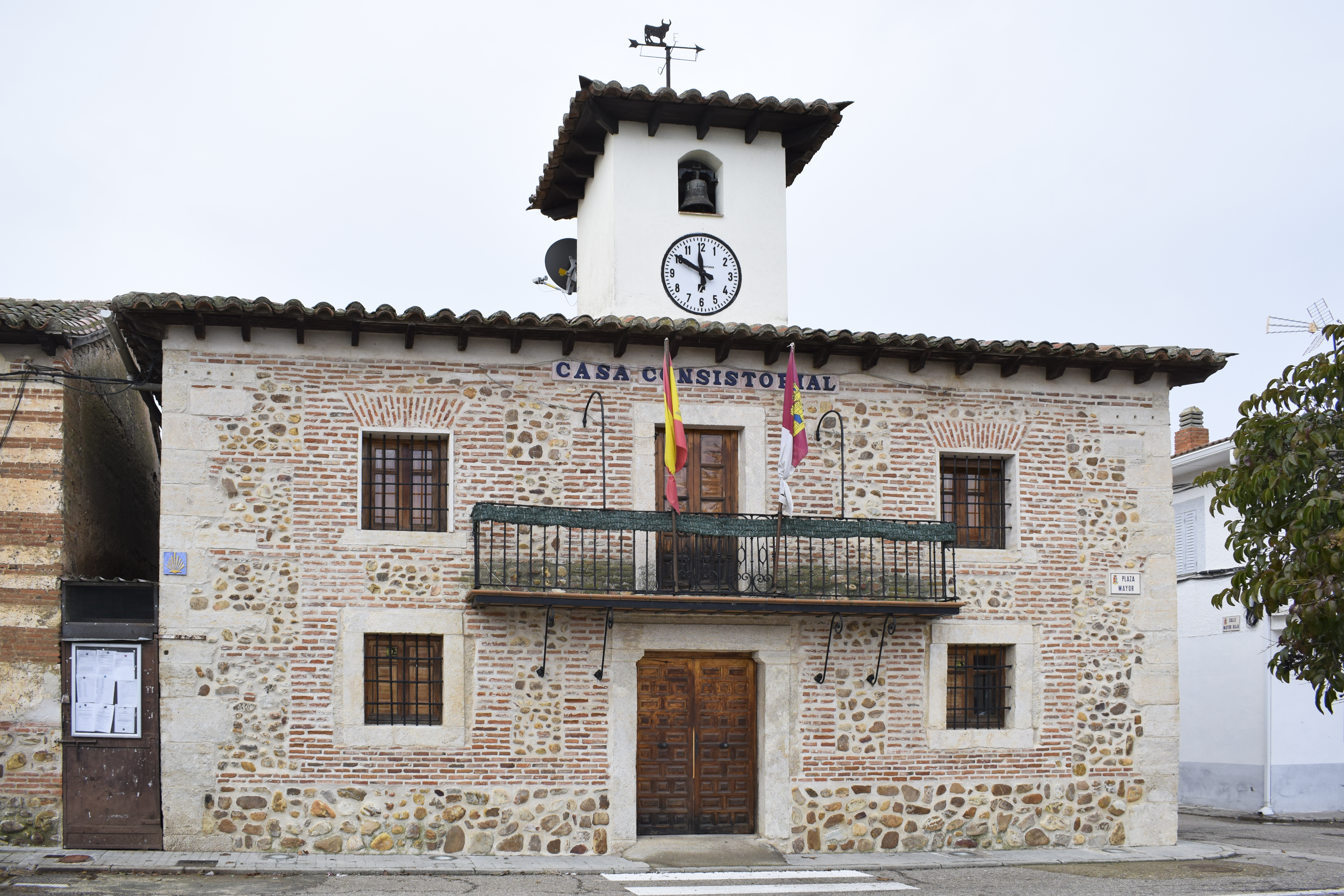
Fachada de la casa consistorial

El Cubillo de Uceda es un municipio y localidad española de la provincia de Guadalajara, en la comunidad autónoma de Castilla-La Mancha. El término municipal tiene una población de 109 habitantes (INE 2024).

## Geografía
Ubicación
La localidad está situada a una altitud de 885 m sobre el nivel del mar. El término municipal limita con los de Casa de Uceda, Uceda, Valdenuño Fernández, Villaseca de Uceda y Viñuelas.
| Noroeste: Uceda | Norte: Uceda            | Noreste: Casa de Uceda             |
| Oeste: Uceda    |                         | Este: Villaseca de Uceda, Viñuelas |
| Suroeste: Uceda | Sur: El Casar (Mesones) | Sureste: Valdenuño Fernández       |

## Historia
Hacia mediados del siglo XIX, el lugar tenía contabilizada una población de 470 habitantes. La localidad aparece descrita en el séptimo volumen del Diccionario geográfico-estadístico-histórico de España y sus posesiones de Ultramar de Pascual Madoz de la siguiente manera:

CUBILLO DE UCEDA (el): v. con ayunt. en la prov. de Guadalajara (5 leg.), part. jud. de Cogolludo (5), aud. terr. de Madrid (9), c. g. de Castilla la Nueva, dióc. de Toledo (18): sit. en una llanura llamada Campiña Alta, dominada por las sierras de Buitrago, la combaten con especialidad los vientos del N. y E. que hacen su clima muy frio, y las enfermedades mas comunes son gastro enteritis: tiene 103 casas; la de ayunt., cárcel y escuela de instruccion primaria, concurrida por 40 alumnos á cargo de un maestro dotado con 1,100 rs. y 20 fan. de trigo; hay una igl. parr. de primer ascenso (la Asuncion de Ntra. Sra.), servida por un cura de provision en concurso y un capellan de sangre. term. confina N. y O. Uceda; E. Casa de Uceda, y S. Val de Ñuño Fernandez y Mesones; dentro de esta circunferencia se encuentran una fuente con 2 caños, que provee al vecindario para su consumo doméstico, y abrevar los ganados; una ermita (la Soledad) y los desp. de Val de Haz y Pedro Crespo: el terreno es de buena calidad y muy á propósito para cereales; comprende un monte poblado de encina y una deh. de roble y pastos. caminos: los locales en mal estado. correo: se recibe y despacha los sábados en la estafeta de Torrelaguna, por un propio que manda el ayunt. prod.: trigo muy basto, centeno y vino; se cria ganado lanar blanco, entre fino, cabrio y vacuno; caza de conejos, liebres y perdices. ind.: la agrícola. comercio: esportacion del sobrante de frutos y ganado, é importacion de los art. que faltan. pobl.: 134 vec. 470 alm. cap. prod.: 2.156,670 rs. imp.: 194,100. contr.: 17,158.
(Madoz, 1847, p. 198)

Hasta la reforma de la nomenclatura municipal de 1916 el municipio se llamaba simplemente El Cubillo. En dicha fecha su nombre fue modificado por el de El Cubillo de Uceda.

## Demografía
El Cubillo de Uceda cuenta con una población de 109 habitantes (INE 2024).
| Gráfica de evolución demográfica de El Cubillo de Uceda entre 1842 y 2021                                           |
| |
| Población de derecho según los censos de población del INE Población de hecho según los censos de población del INE |

## Patrimonio

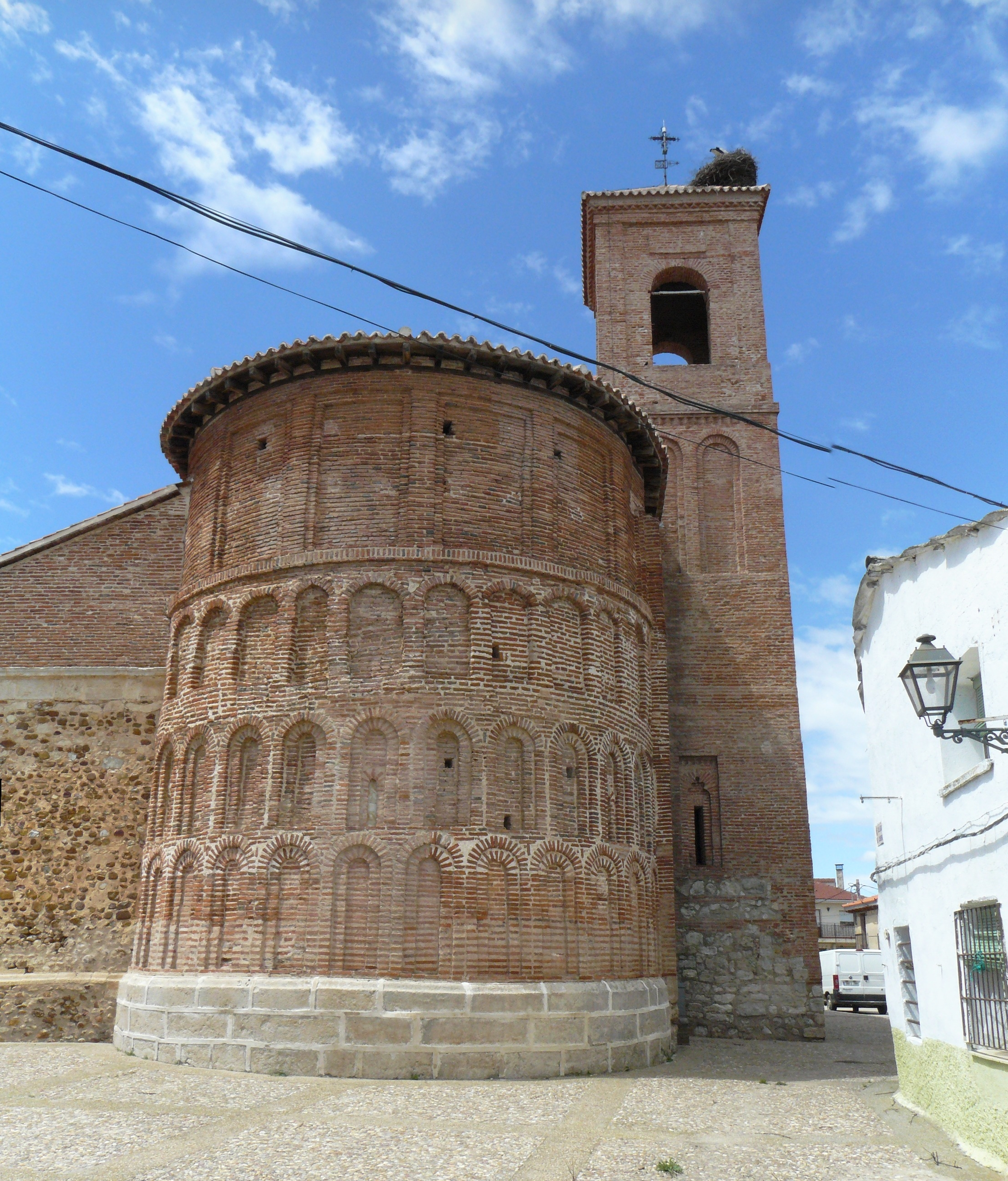
Ábside mudéjar de ladrillo

La iglesia de Nuestra Señora de la Asunción es un templo con origen románico-mudéjar. Tiene una planta con portada plateresca y ábside mudéjar semicircular de ladrillo. En 2011 se incoó expediente para su declaración como bien de interés cultural.